# Saint-Janvier-de-Joly
Saint-Janvier-de-Joly è un comune del Canada, situato nella provincia del Québec, nella regione di Chaudière-Appalaches.